# Mezei Gábor (költő)
Mezei Gábor (Gyöngyös, 1982. február 8. –) költő, egyetemi oktató, lapszerkesztő.

## Pályafutása
Az ELTE Bölcsészettudományi Kar Angol-Amerikai Intézet, Amerikanisztika Tanszékének adjunktusa, az ELTE BTK Összehasonlító Irodalom- és Kultúratudományi Tanszékének tudományos munkatársa (2012-2018; 2020-2024), a Prae tanulmányrovatának (2015–2018) és a Műút szépirodalmi rovatának (2018–2021) szerkesztője.
Gyöngyösön született, Miskolcon nőtt fel, Budapesten él.

## Önálló szépirodalmi kötetei
- az állomány felszámolása. Jelenkor, 2025 (lírakötet)
- száraztenger. Kalligram, 2021 (lírakötet)
- natúr öntvény. Kalligram, 2016 (lírakötet)
- függelék. L’Harmattan, 2012 (lírakötet)
- Beni naplója. Moholy-Nagy Művészeti Egyetem, Vizuális Kommunikáció Tanszék, 2007. Grafika: Kovács Gergely (mesekönyv)

## Szépirodalmi publikációk
Szépirodalmi szövegeit 2003 és 2024 között az Agria, az Alföld, az Apokrif, a Disputa, az Egyetemi Élet, az Élet és Irodalom, az EX Symposion, a Hex-, a Hévíz, az Irodalmi Szemle, a Jelenkor, a Kalligram, a Látó, a Lichtungen, a Műhely, a Műút, a Napút, a Népszava, Nyitott mondat, a Negyed, a Parnasszus, a Prae, a Spanyolnátha, a Szkholion, a Texty, a Tiszatáj, az Új Forrás, az Új Holnap, a The Continental Literary Magazine és a Zempléni Múzsa című folyóiratokban, az Előszezon versblogon, a dunszt, az irodalmiszemle.sk, a kulter.hu, a Kortárs Online, a Mozgó Világ, a muut.hu, a Nincs online folyóirat és a szifonline weboldalakon, illetve különböző antológiákban publikálta.

## Monográfia
- Az organikus jelenlét poétikája. Prae, Budapest, 2023
- Fordítás és anyagiság – Az írás mint kultúrtechnika az Örök barátainkban. Ráció Kiadó, Budapest, 2016

## Válogatott tanulmányok
- Az organikus nyelvi megmutatkozása Nemes Nagy Ágnes verseiben. A légzés példája. Alföld, 2022. 2. 75-84.
- A test kitettségének biopoétikai következményei József Attila Ódájában. Kalligram, 2021. 10. 82-91.
- Fractures of Writing. Space Production and Graphic Surfaces. In: Pál Kelemen, Nicolas Pethes (szerk.): Philology in the Making. Analog/Digital Cultures of Scholarly Writing and Reading. transcript Verlag, Bielefeld, 2019. 185-196.
- Írás és topográfia – A megírt város Walter Benjamin és Borbély Szilárd Tiergarten-szövegeiben. Opus, 2017. 1. 74-86.; In.: Kulcsár Szabó Ernő; Kulcsár-Szabó Zoltán; Lénárt Tamás (szerk.): Verskultúrák. A líraelmélet perspektívái. Ráció, Budapest, 2017. 510-523.
- The Medium of Writing and Academic Texts – On Hans Ulrich Gumbrecht and Marshall McLuhan. Trans–Humanities, 2016. 9. 3. 19-32.
- A textus által színre vitt test – médiaantropológia és mediális megelőzöttség. In: Bónus Tibor; Lőrincz Csongor; Szirák Péter (szerk.): A forradalom ígérete? Történelmi és nyelvi események kereszteződései. Ráció Kiadó, Budapest, 2014. 225 – 240.

## Interjúk
- Az apokalipszis csendje. Mezei Gáborral az állomány felszámolása című kötetéről Herczeg Ákos beszélget. 2024. 07. 14. https://alfoldonline.hu/2025/07/az-apokalipszis-csendje/
- Egyszerű és létfontosságú. Interjú Mezei Gáborral és Szabó Marcell-el, a FISZ líraműhelyének vezetőivel. 2024. 06. 30. Az interjút készítette: Szirák Sára https://www.kulter.hu/2024/06/mezei-gabor-szabo-marcell-interju-fisz/
- Élő betűk. kortarsonline.hu, 2024. 06. 02. Az interjút készítette: Urbán Andrea  https://kortarsonline.hu/aktual/mezei-gabor-interju.html
- Figyelem, közvetítés, áramlás. Beszélgetés Alföld-díjasokkal. Alföld, 2023/3. 66-74. Az interjút készítette: Herczeg Ákos
- A megtalált versnyelv. kultúra.hu, 2022. 04. 27. Az interjút készítette: Ménes Attila[1]
- Térérzékenység. Népszava, Nyitott mondat, 2022. 02. 11. 4. Az interjút készítette: Rácz I. Péter[2]
- Idegenné kell tennem, hogy megint felfedezhessem. f21.hu, 2021. 12. 20. Az interjút készítette: Béres Ákos[3]
- Térírás, műhely-szituációk és folyamatos kaland. FÉLonline, 2019. 02. 07. Az interjút készítette: Katona Ágota[4]
- Ne biztos vízen papírhajó. SzIF Online, 2018. november. Az interjút készítette: Élő Csenge Enikő[5]
- Az irodalomnak nincs “egyeteme”. Litera, 2018. március 31. Az interjút készítette: Brok Bernadett[6]

## Kritikák, tanulmányok versesköteteiről
- Csehy Zoltán, Ecological imperatives in contemporary Hungarian poetry. Hungarian Studies Yearbook, 2023 (V). 8-10.
- Szemán Krisztina, „beleveszni a szemlélésbe”. Szkholion, 2023/1. 59-62.
- Ágoston Enikő Anna, „pontatlan térélmény”. Apokrif, 2022/3. 63-67.
- Smid Róbert, A kifáradás lehetőségei – a fiatal líra néhány összefüggő nyomvonala napjainkban. Forrás, 2022/7-8. 104-105.
- Csehy Zoltán, A mellérendelődések ijesztő geometriája. Kalligram, 2022/5. 95-96.
- Kőrizs Imre, Emlékek, versek, legendák. Minimum tizenegyes! Irodalmi sikerlista. Magyar Narancs, 2022. április 28. XXXIV./17. II.
- Béres Norbert, A távolság mélyszerkezete.[7] kulter.hu, 2022. április 9.
- Ménes Attila, A halszem mindent lát.[8] kultúra.hu, 2022. március 29.
- Lapis József, EX LIBRIS.[9] Élet és Irodalom, LXVI/12. 2022. március 25. 19.; Lapis József, Elég. Közelítések a kortárs irodalomkritikához, Alföld Alapítvány-Méliusz Juhász Péter Könyvtár, Debrecen, 2022, 237-238.
- Krusovszky Dénes, Járunk és tapasztalunk. Magyar Narancs, 2022. január 13. 23.
- Demény Péter, Nehézmester.[10] könyvterasz.hu, 2021. 11. 20.
- Szilágyi Szilvia, Lyra monstrorum.[11] szifonline, 2016. május 3.
- Kőrizs Imre, Szájból mesélnek. Minimum tizenegyes! Irodalmi sikerlista. Magyar Narancs, 2016. június 9. VII.
- Beke Zsolt, „körbeér a kéreg a levélneszezésben”.[12] dunszt.sk, 2016. június 29.
- Molnár Illés, Önt/ör/vény.[13] Kortárs Online, 2016. július 27.
- Csehy Zoltán, Prímszámok panoptikuma.[14] kulter.hu, 2016. augusztus 11.
- Seres Nikoletta, Mi végre a számok? Szépirodalmi Figyelő, 2016/4, 90-94.
- Smid Róbert, működik a kémia.[15] szifonline.hu, 2016. október 6.
- Mohácsi Balázs, Három profi: a veterán, a filológus és a méregkeverő[16] (Térey János: Őszi  hadjárat; Kőrizs Imre: A másik pikk bubi; Mezei Gábor: Natúr öntvény). Műút, 2016057. 78-85.
- Harmath Artemisz, Egy vadász boncasztala.[17] szifonline.hu, 2016. november 28.
- Visy Beatrix, 2016 Top-verseskötetei.[18] kulter.hu, 2017. január 12.
- Lapis József, „a penge még rezeg”.[19] szifonline.hu, 2017. január 23.
- Szauer Lilla, „Belülről Kipakolt Terek”.[20] elomagazin, 2017. február 26.
- Harmath Artemisz, Ízek üvegharang alatt. Alföld, 2017/4, 85-90.
- Nagy Márta Júlia, Eleven ételek, halott tájak. Tiszatáj, 2018/7-8, 184-186.
- Kolozsi Blanka, „e kő a testnek súlya s fájdalma” Vázlatos áttekintés a kortárs magyar líra biopoétikai vonulatáról. Studia Litteraria, 2022/3-4, 15-16.
- Galda Gábor Attila, „A szeme mögül egy varánusz néz kifelé”. Tempevölgy, 2023/4. 101-102.
- Balajthy Ágnes, Befejezetlen teremtés.[21] Műút, 2012/033. 68-70. Balajthy Ágnes, Élő helyek. Alföld Alapítvány-Méliusz Juhász Péter Könyvtár, Debrecen, 2022, 285-289.
- Farkas Evelin, Ádám után.[22]
- Bartók Imre, Az első és az utolsó.[23]
- Hevesi Judit, Egy teremtéstörténet függelékére.[24]
- Dobás Kata, (Nem) függő.[25]
- Herczeg Ákos, Egy teremtés stációi. Alföld, 2012/11. 120-125.
- Ayhan Gökhan, Lezáratlan teremtés.[26]
- Fehér Renátó, Mezei Gábor: függelék. Magyar Narancs, 2012/49. XIX.
- Zólya Andrea Csilla, Ádám és az almák. Szépirodalmi Figyelő, 2012/6. 86-90.; Zólya Andrea Csilla: Szabadcsavar. AmbrooBook, 2014.
- Baán Tibor, Mezei Gábor / függelék. Kortárs, 2013/2. 100-101.
- Krusovszky Dénes, Ex libris. Élet és Irodalom, LVII/13. 2013. március 29. 19.; Krusovszky Dénes, Kíméletlen szentimentalizmus. L’Harmattan, Budapest, 2014.
- Szamkó Eszter, Egy „befejezhetetetlen mű” indexe. Szkholion, 2012/2. 36-39.
- Tóth Andrea, A végszó nélküli magány tere.[27]
- Káldy-Kovács Sára, Lábjegyzet egy függelékhez. Tiszatáj, 2013/11. 120-122.
- Lapis József, Líra 2.0. Közelítések a kortárs magyar költészethez. JAK+PRAE.hu, Budapest, 2014. 43-44.
- Farkas Arnold Levente, Férfi és nő elbeszélhetetlen.[28] Bárka online, 2016. július 1.
- Vass Tibor, Kép-reg. A kifutón: Mezei Gábor. Új Holnap, 2004/1. 118-119.

## Díjak, ösztöndíjak
- 2022. Alföld-díj
- 2022. Móricz Zsigmond-ösztöndíj
- 2020. július 15. – augusztus 27. Visegrad Literary Residency Program, Pozsony
- 2017. június 1-30. Universität Wien – ELTE Budapest, Partnership Agreement, Young Researchers Grant, Wien
- 2017. április 1. – 2018. március 31. Nemzeti Kulturális Alap, Alkotói Támogatás
- 2015. május 1. – június 12. Visegrad Literary Residency Program, Prága
- 2014. szeptember – december. KU Leuven, Department of Literary Studies. Magyar Állami Eötvös Ösztöndíj
- 2013. július 1. – 2014. június 30. Nemzeti Kulturális Alap, Alkotói Támogatás
- 2013. június 24. – július 19. Institute for World Literature, Harvard University
- 2011. szeptember–október. A Magyar Ösztöndíj Bizottság ösztöndíjasa, Collegium Hungaricum, Bécs
- 2007. In memoriam Lázár Ervin meseíró pályázat – Különdíj
- 2007. Aranyvackor gyerekkönyvíró- és illusztrációs pályázat – Különdíj

## Szervezeti tagság
- Szépírók Társasága
- Fiatal Írók Szövetsége
- Általános Irodalomtudományi Kutatócsoport

## Műhelyvezetés, mentori tevékenység
- 2018 – 2025: a Fiatal Írók Szövetsége Líraműhelyének vezetője Szabó Marcellel
- 2017 – a Független Mentorhálózat mentora